# 인격주의
인격주의(人格主義)는 "자(自)·타(他)의 인격을 상호간에 존중하라!"는 칸트의 사상에 잘 나타나 있는 인격존중의 입장이다.
"인간이 도덕을 갖는 점에 다른 사물과 구별되는 인간의 가치가 있다. 이 가치는 무엇인가를 위해서가 아니라 그것만으로도 가치가 있는 절대 가치이다. 그러므로 이 인격만이 존중을 받을 수 있다."— 칸트

인격주의는 다음의 세 원칙으로 이루어진다.
1. 오직 인격만이 실존한다. (존재론적인 의미에서)
2. 오직 인격만이 가치를 지닌다.
3. 오직 인격만이 자유의지를 지닌다.

## 보덴 바운의 인격주의
인격주의는 20세기 초반 보스턴 대학에서 신학자 보덴 파커 바운의 지도하에 보스턴 인격주의라는 이름으로 발전했다. 바운은 실재를 설명하기 위한 근본적인 범주로써 인격을 강조했고, 오직 인격만이 실존한다고 주장했다.

## 인격주의 운동의 흐름
프랑스에서 1930년대에 전개된 인격주의 운동은 1920년대 말부터 등장한 인격주의 운동 집단 및 이때부터 간행되기 시작한 인격주의 운동 관련 잡지 전체를 지칭한다. 제 1차 세계대전을 겪고 난 이후 황폐된 유럽 사회에서, 1930년대는 파시즘의 등장 및 히틀러의 정권 장악 등 사회적으로 정치적으로 격변기에 해당한다. 인격주의 운동에 참여한 이들은 당시 사회의 총체적 위기를 감지하고서, 인격주의적인 관점과 기준에서 이 위기에 대한 해결책을 찾으려고 한다. 인격주의 운동은 대체로 다음 같은 세 가지 흐름으로 나누어 볼 수 있다.
우선, 첫 번째 흐름은 에마뉘엘 무니에(Emmanuel Mounier)의 주도로 1931년부터 간행된 잡지 「에스프리」Esprit를 중심으로 이루어진 활동인데, 1930년대 인격주의 운동이 오늘날에는 이 흐름으로 한정되는 경향이 있다. 다음으로, 두 번째 흐름은 아르노 당디외(Arnaud Dandieu)의 이론적 고찰에 근거한 자료집을 토대로 알렉상드르 마르끄(Alexandre Marc)의 조직적 추진력으로 만들어진 잡지 「새 질서」L’Ordre Nouveau를 중심으로 이루어진 활동이다. 이 흐름은 주도 인물의 죽음으로 1933년에 갑자기 중단된다. 마지막으로, 세 번째 흐름은 장 드 파브레그(Jean de Fabrègues)와 띠에리 몰니에(Thierry Maulnier)를 중심으로 지식 청년층에 의해 1934년까지 이루어진 활동인데, 에마뉘엘 무니에는 이 흐름을 ‘청년 우파’(Jeune Droite)라고 부른다.

## 무니에의 학문적 인격주의와 자끄 엘륄의 혁명적 인격주의 운동
프랑스에서 철학자 에마뉘엘 무니에는 인격주의의 지도적인 주창자였다. 인격주의는 지나친 집산주의에 빠지지 않고 인권과 인간 인격을 존중할 수 있는, 마르크시즘과 자유주의의 대안으로 보였다. 무니에의 인격주의는 마르크 상니에르의 청년 공화국 연맹과 같은 정치 운동 등을 비롯하여 프랑스에 중요한 영향을 미쳤다. 한편 자끄 엘륄은 초기에 무니에와 함께 인격주의운동의 동지였으나, 잡지 <에스프리Esprit>를 통해서 지식층이나 이념적인 사람에게 제한적으로 세력을 펼쳐나가자고 주장하는 무니에와 결별한다. 자끄 엘륄은 1930년대에 베르나르 샤르보노와 함께 현실에 깊게 관여하여 혁명적인 충격을 줄 수 있는 구체적인 운동을 만들어나가려고 사회정치적 상황에 참여하면서도 특정 진영에 가담하는 것을 반대하는 반파시스트주의 노선을 걷는다. 초기에는 무니에의 운동에 함께 하지만, 후에는 운동성과 현실의 참여를 중요시하며 <새질서>라는 잡지를 발간하며 구체적인 강령을 발표하기까지 한다. 혁명적 인격주의 운동은 구체적 강령과 함께 미국식 생산방식을 비판하며 기술적인 진보를 경계한다.(<기술체계> 대장간 역간) 이들은 수많은 소그룹으로 연결괸 "에스프리 보르도 그룹"으로 더 많은 소그룹을 결성하려고 프랑스 전역을 순회하기도 한다. 이들은 소그룹에서 파리중심의 중앙집권화에 반대하며 강령이나 이론의 구체적 반응과 진행을 확인하는 장이 된다.

## 신자유주의에 대한 일침 혁명적 인격주의
샤르보노와 자끄 엘륄의 이러한 인격주의 운동은 신자유주의 시대, 기술체계 속에서 사로잡혀 옴짝달싹도 못하며 갈바를 모르는 현대인에게 인격으로의 자신의 존재를 뚜렷하게 드러낼 수 있는 새로운 삶과 새로운 사회에 대한 희망을 줄 수 있다. 세상에 대한 순응이 아니라 세상의 구조와 토대를 완전히 바꾸는 것이 개인의 삶이 사라지지 않는 혁명이기 때문이다.
유명한 역사가 스테른헬은 무니에의 인격주의 운동을 "파시즘과 정치적 반응과 사상을 공유한"다고 주장함으로써 인격주의를 매우 논쟁적인 방식으로 정의했다. 스테른헬은 무니에의 "개인주의와 물질주의에 대한 반란"이 그를 파시즘의 이데올로기를 공유하도록 이끌었다고 주장했다.

## 같이 보기
- 인격주의 (교육사상)